# Nova Bank
Nova Bank (fostă Banca Unirea) a fost o bancă din România.
Instituția de credit a fost preluată în 2003 de societatea elvețiană Alpur Invest, controlată de investitori ruși.
Banca Națională a României a suspendat licența Nova Bank în august 2006, după un an de funcționare în regim de decontare specială.
Nova Bank a fost fosta Bancă Unirea, al cărei acționar majoritar era Banca Populara Română, intrată în faliment.
La inaugurarea băncii, în decembrie 2002, au participat președintele Ion Iliescu, ministrul de externe Mircea Geoană și secretarul general al PSD din acea vreme, Cozmin Gușă.